# Zwergtoko

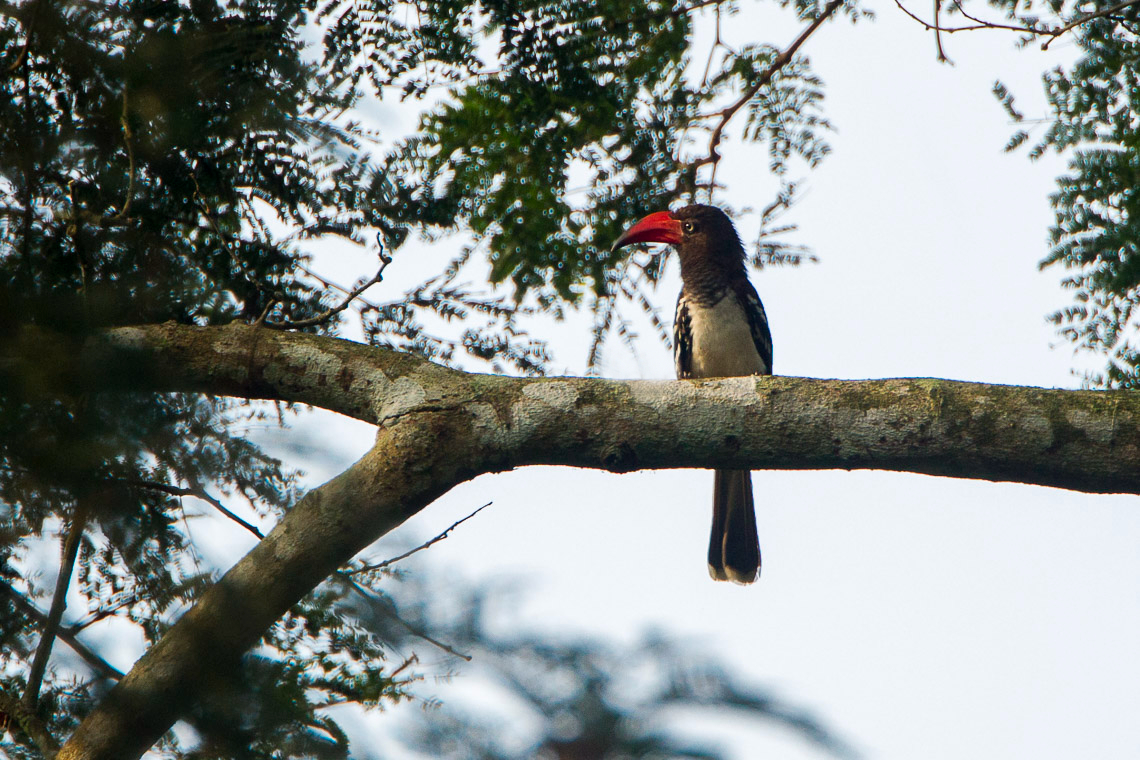
Zwergtoko

Der Zwergtoko (Lophoceros camurus, Synonym: Tockus camurus), auch Rotschnabel-Zwergtoko oder Kamerun-Zwergtoko genannt, ist eine afrikanische Vogelart, die zu den Nashornvögeln (Bucerotidae) gehört. Wie alle Arten der Gattung der Tokos ist auch der Zwergtoko ein Höhlenbrüter. Das Weibchen mauert sich in der Nisthöhle ein und wird während der Brutzeit vom Männchen gefüttert.
Die Bestandssituation des Zwergtokos wurde 2016 in der Roten Liste gefährdeter Arten der IUCN als „Least Concern (LC)“ = „nicht gefährdet“ eingestuft.

## Merkmale
Der Zwergtoko ist ein kleiner Toko und erreicht eine Körperlänge von bis zu 30 Zentimeter. Der Schnabel wird bei den Männchen 5,9 bis 9,9 Zentimeter lang. Weibchen haben einen deutlich kürzeren Schnabel mit einer Länge zwischen 5,4 und 7,6 Zentimeter. Weibchen sind auch deutlich leichter und wiegen im Schnitt 97 Gramm, während Männchen durchschnittlich 111 Gramm wiegen. Der Sexualdimorphismus ist nur gering ausgeprägt.

### Männchen
Bei den Männchen ist der Kopf, der Nacken, die Vorderbrust und der Rücken rotbraun. Die Federn an der Brust weisen dabei weiße Spitzen auf. Der Schwanz ist dunkelbraun, bis auf das mittlere Paar haben alle Steuerfedern weiße spitzen. Die Körperunterseite ist weiß, die Arm- und Handschwingen sind dunkelbraun, die einzelnen Federn haben eine weiße Spitze und sind weiß gesäumt. Die Federn der Handschwingen haben außerdem in der Mitte einen weißen Fleck. Die Flügeldecken sind dunkelbraun und haben ebenfalls weiße spitzen. Der Schnabel ist rot, der niedrige Schnabelfirst endet auf der Hälfte des Schnabels. Der Orbitalring ist mattbraun Die Augen sind weiß bis blass gelb, die Beine und Füße sind dunkelbraun.

### Weibchen und Jungvögel
Die Weibchen gleichen dem Männchen in ihrem Körpergefieder. Sie sind jedoch etwas kleiner, der Schnabelfirst ist kleiner als beim Männchen und endet bereits an der Basis des Oberschnabels. Der Schnabel hat anders als bei den Männchen eine schwarze Spitze.
Jungvögel ähneln den adulten Vögeln, ihre Iris ist noch grau, die Grundfarbe des Schnabels ist orangerot und nicht rot, die unbefiederte Gesichtshaut ist blass gräulich.

### Verwechselungsmöglichkeiten
In dem Verbreitungsgebiet des Zwergtokos kommt mit dem Westlichen Hartlaub-Toko und dem Kongotoko zwei ähnlich kleine Arten der Nashornvögel vor. Beide Arten sind auf der Körperoberseite überwiegend schwarz.

## Verbreitung
Der Zwergtoko kommt im Süden von Guinea, Liberia, der Elfenbeinküste, Ghana, Togo, Benin, Nigeria, Kamerun, Zaire, dem Westen Ugandas, Ruanda, dem Süden der Zentralafrikanischen Republik, dem Süden des Sudans und im Norden von Angola vor.
Der Zwergtoko lebt in dichten immergrünen Feuchtwäldern der Tiefebenen. Er kommt besonders in sumpfigen Gebieten vor, besiedelt aber auch Waldränder und dringt in Sekundärwald vor. Auch Galeriewälder entlang von Flüssen und isolierte Waldflecken gehören zu seinem Lebensraum. In Zaire ist er noch in Höhenlagen bis zu 1350 Meter vor.

## Lebensweise
Die Nahrung besteht aus Insekten, darunter Käfer, Gottesanbeterinnen, Grillen, Heuschrecken und Raupen. Gelegentlich frisst er auch Früchte.
Der Zwergtoko kommt in Paaren, viel häufiger aber in kleinen Gruppen von vier bis sechs, in Ausnahmefällen sogar bis zu 12 Individuen vor. Vermutlich handelt es sich dabei um eine soziale Gruppe, die gemeinsam ein Revier verteidigt – für eine Toko-Art ist dies eine sehr ungewöhnliche Lebensweise. Am aktivsten sind Zwergtokos in den Morgen- und Abendstunden, während der Mittagszeit halten sie sich überwiegend versteckt in den Baumwipfeln auf. Sie nutzen im Wald den unteren und mittleren Bereich und halten sich immer wieder auch auf dem Waldboden auf. Sie sind häufig mit den Trupps anderer Vogelarten, mit Eichhörnchen und Wanderameisen vergesellschaftet. Zwergtokos profitieren dabei von den Insekten, die diese anderen Arten aufscheuchen.

## Fortpflanzung
Über die Fortpflanzung der Zwergtokos ist noch relativ wenig bekannt. In Liberia wurde ein brutbereites Weibchen im Juni beobachtet und in Burkina Faso im August in Nähe einer Bruthöhle. In Zaire hat man Küken in einer Nisthöhle im November vorgefunden, was auf einen Legezeitpunkt im September hinweist.
Grundsätzlich ist der Zwergtoko wie alle Toko-Arten ein Höhlenbrüter. Er brütet ausschließlich in natürlichen Baumhöhlen, der Eingang wird bis auf einen schmalen Spalt vom Weibchen versiegelt.

## Einzelbelege
1. ↑  
Lophoceros camurus in der Roten Liste gefährdeter Arten der IUCN 2016. Eingestellt von: BirdLife International, 2016. Abgerufen am 3. Oktober 2017.
2. ↑  Kemp: The Hornbills - Bucerotiformes. S. 148.
3. ↑  Kemp: The Hornbills - Bucerotiformes. S. 147.
4. 1 2  Kemp: The Hornbills - Bucerotiformes. S. 149.